# Aloé
Az aloé (Aloe) az egyszikűek (Liliopsida) osztályának spárgavirágúak (Asparagales) rendjébe, ezen belül a fűfafélék (Asphodelaceae) családjába tartozó nemzetség.

## Származása, elterjedése
Afrika száraz részeiről származik (néhány faj az Afrikához közeli szigeteken, illetve a Mediterráneumban is honos), de több faját más földrészekre is behurcolták. A pozsgás fajok Dél-Afrika száraz éghajlatú területein fejlődtek ki.

## Megjelenése, felépítése
Változatos megjelenésű nemzetség: a pozsgás levelű fajok mellett félcserjék, cserjék és fák is vannak közöttük. A pozsgás fajok gyakran törzs nélkül levélrózsásak. Egyes fajoknak a törzse is szukkulens; nem pozsgás, vékony levelű faja kevés van.
Levelei zöldek, a túl sok fénytől viaszbevonattal védekező fajoké kékes- vagy szürkészöldek. A levelek széle ép vagy ritkábban hullámos, gyakran fogazott vagy tövises; felületüket néha sötétebb-világosabb foltok tarkítják.
Közös jellemzőjük az egyoldalú, sokvirágú fürtös virágzat, amelynek virágai gyakran bókolók. A virágkocsány a levél hónaljából nő ki. A virágok a legtöbbször sárgák, narancssárgák vagy pirosak.

## Felhasználása
Több faját gyógy-, másokat (főleg a sziklakertekbe előszeretettel ültetett pozsgásokat) dísznövénynek termesztik.
Kiválóan jó a regeneráló hatása a testen lévő sérülésekre illetve ütésekre és masszás olajként is felhasználható.

## Termesztése, gondozása
A Kárpát-medence éghajlati viszonyai közt nyáron napos, télen száraz, hűvös helyet igényel. A megfelelő teleltetés azért is fontos, mert a legtöbb faj télen virágzik. A leggyakrabban termesztett (pozsgás) fajok a laza, a vizet jól áteresztő talajt kedvelik. Jól szaporíthatók sarjhajtásaikról; az elágazó fajok a levágott ágakból készített dugványokról is.